# 1808 (numero)
Milleottocentootto (1808) è il numero naturale dopo il 1807 e prima del 1809.

## Proprietà matematiche
- È un numero pari.
- È un numero composto da 10 divisori: 1, 2, 4, 8, 16, 113, 226, 452, 904, 1808. Poiché la somma dei suoi divisori (escluso il numero stesso) è 1726 < 1808, è un numero difettivo.
- È un numero felice.
- È un numero palindromo e un numero ondulante nel sistema posizionale a base 15 (808).
- È esprimibile in un solo modo come somma di due quadrati: 1808 = 1024 + 784 = 322 + 282.
- È un numero malvagio.
- È parte delle terne pitagoriche (240, 1792, 1808), (1356, 1808, 2260), (1808, 3390, 3842), (1808, 7119, 7345), (1808, 12705, 12833), (1808, 25506, 25570), (1808, 51060, 51092), (1808, 102144, 102160), (1808, 204300, 204308), (1808, 408606, 408610), (1808, 817215, 817217).

## Astronomia
- 1808 Bellerophon è un asteroide della fascia principale del sistema solare.

## Astronautica
- Cosmos 1808 è un satellite artificiale russo.